# Blake e Dylan Tuomy-Wilhoit
Blake (Los Angeles, 29 novembre 1990) e 
Dylan Tuomy-Wilhoit (Los Angeles, 29 novembre 1990) sono due attori statunitensi, gemelli omozigoti.

## Biografia
Hanno partecipato da bambini alla serie televisiva Gli amici di papà, a diffusione internazionale, nei ruoli dei gemelli Nicky e Alex Kastopolis. Nel 2016 li troviamo nuovamente a casa Tanner per la serie TV prodotta da Netflix Le amiche di mamma, in cui vestono i panni dei gemelli Nicky e Alex Kastopolis.